# Popis hrvatskih veleposlanika pri Ujedinjenim narodima
Republika Hrvatska je članica Ujedinjenih naroda od 22. svibnja 1992. Sjedište veleposlanstva je u New Yorku.

## Veleposlanici u sjedištu UN-a u New Yorku
| Veleposlanik       | Postavljenje       | Opoziv             | Sjedište |
| ------------------ | ------------------ | ------------------ | -------- |
| Zvonimir Šeparović | 27. svibnja 1992.  | 12. kolovoza 1992. | New York |
| Mario Nobilo       | 12. kolovoza 1992. | 15. siječnja 1997. | New York |
| Ivan Šimonović     | 7. veljače 1997.   | 8. veljače 2003.   | New York |
| Vladimir Drobnjak  | 1. srpnja 2003.    | 27. travnja 2005.  | New York |
| Mirjana Mladineo   | 1. srpnja 2005.    | 8. veljače 2008.   | New York |
| Neven Jurica       | 10. veljače 2008.  | 31. kolovoza 2009. | New York |
| Ranko Vilović      | 14. rujna 2009.    | 31. srpnja 2013.   | New York |
| Vladimir Drobnjak  | 1. kolovoza 2013.  |                    | New York |

## Veleposlanici pri Uredu Ujedinjenih naroda u Beču
| Veleposlanik             | Postavljenje       | Opoziv             | Sjedište |
| ------------------------ | ------------------ | ------------------ | -------- |
| Ana Marija Bešker        | 1. studenoga 1996. | 1. srpnja 1997.    | Beč      |
| Mario Nobilo             | 2. rujna 1997.     | 31. kolovoza 2002. | Beč      |
| Vladimir Matek           | 1. rujna 2002.     | 19. svibnja 2008.  | Beč      |
| Neven Madey              | 10. rujna 2008.    | 31. prosinca 2012. | Beč      |
| Dubravka Šimonović       | 1. travnja 2013.   | 31. srpnja 2015.   | Beč      |
| Dubravka Plejić Marković | 5. listopada 2015. |                    | Beč      |

## Veleposlanici pri Uredu Ujedinjenih naroda u Ženevi
| Veleposlanik       | Postavljenje       | Opoziv              | Sjedište |
| ------------------ | ------------------ | ------------------- | -------- |
| Miomir Žužul       | 19. siječnja 1993. | 10. siječnja 1996.  | Ženeva   |
| Neven Madey        | 28. veljače 1996.  | 31. listopada 1996. | Ženeva   |
| Darko Bekić        | 1. studenoga 1996. | 1. rujna 1998.      | Ženeva   |
| Spomenka Cek       | 27. srpnja 2001.   | 31. listopada 2002. | Ženeva   |
| Gordan Markotić    | 24. veljače 2003.  | 30. lipnja 2007.    | Ženeva   |
| Mirjana Mladineo   | 10. veljače 2008.  | 15. travnja 2010.   | Ženeva   |
| Vesna Vuković      | 14. siječnja 2011. | 30. lipnja 2015.    | Ženeva   |
| Vesna Batistić Kos | 15. kolovoza 2015. |                     | Ženeva   |

## Vanjske poveznice
- UN na stranici MVEP-a